# AFC Challenge Cup
L'AFC Challenge Cup est une compétition internationale de football pour les pays membres de l'AFC classés comme "émergents" par le programme "Vision Asia". Ce programme, lancé par l'ancien président de la confédération, Mohammed Bin Hammam, était destiné à faire progresser le football asiatique à tous les niveaux. 
Dans l'esprit de ce programme, l'AFC Challenge Cup était un moyen donner une expérience internationale à ces nations et, potentiellement, de découvrir de nouveaux talents.  
Parallèlement, ce tournoi est une occasion pour les pays asiatiques de faible niveau de pouvoir se qualifier pour la Coupe d'Asie des nations de football, puisque le vainqueur de chaque édition est automatiquement qualifié pour la coupe continentale. 
Le premier tournoi a eu lieu en 2006 au Bangladesh. Les éditions 2008 et 2010 de l'AFC Challenge Cup servent de qualification pour la Coupe d'Asie des nations de football 2011. De même, pour la Coupe d'Asie des nations de football 2015, les éditions 2012 et 2014 de l'AFC Challenge Cup servent de qualification. Mais l'édition 2014 constitue la dernière édition de ce tournoi, du fait que la Coupe d'Asie des nations passe de 16 à 24 équipes pour l'édition 2019.
À la suite de cette disparition, plusieurs associations ont demandé en avril 2016 de créer une autre compétition en remplacement de celle-ci car ils avaient des problèmes pour organiser des matchs amicaux. Pour répondre à cette requête, l'AFC a créé l'AFC Solidarity Cup dont la première édition a lieu en novembre 2016.

## Équipes participantes
En 2006, l'AFC a décidé de classer ses 46 fédérations membres en trois groupes distincts en fonction de l'état de développement du football dans celles-ci.
Dans le groupe des nations "développées", on retrouve15 fédérations : Arabie Saoudite, Australie, Bahreïn, Chine, Corée du Sud, Émirats arabes unis, Indonésie, Irak, Iran, Japon, Koweït, Ouzbékistan, Qatar, Thaïlande et Viêt Nam.
Le second groupe (celui des nations "en développement") compte 14 fédérations : Bangladesh, Birmanie, Corée du Nord, Hong Kong, Inde, Jordanie, Liban, Malaisie, Maldives, Oman, Singapour, Syrie, Turkménistan et Yémen.
Enfin, le dernier groupe (celui des nations "émergentes") est composé de 17 fédérations : Afghanistan, Bhoutan, Brunei, Cambodge, Guam, Kirghizistan, Laos, Macao, Mongolie, Népal, Pakistan, Palestine, Philippines, Sri Lanka, Tadjikistan, Taïwan et Timor oriental.
Même si la compétition était, à la base, réservée aux nations de ce dernier groupe, plusieurs équipes appartenant au deuxième groupe (celui des nations "en développement") ont participé à cette épreuve : Birmanie, Corée du Nord, Inde, Maldives et Turkménistan. Si bien que les seuls vainqueurs de la coupe à réellement appartenir au groupe des nations "émergentes" sont le Tadjikistan en 2006 et la Palestine en 2014.
Par ailleurs, en 2012, la fédération de football des îles Mariannes du Nord est devenue membre associé de l'AFC et s'est vu attribuer le droit de participer à l'AFC Challenge Cup au même titre que les 17 nations "émergentes" originelles. En novembre 2012, l'AFC a exclu la Corée du Nord de cette épreuve pour le futur.

## Palmarès

### Palmarès général
| Année        | Pays-hôte  | Finale        | Finale                   | Finale       | Demi-finalistes        | Demi-finalistes          | Demi-finalistes        | Nombre d'équipes |
| Année        | Pays-hôte  | Vainqueur     | Score                    | Finaliste    | Demi-finalistes        | Demi-finalistes          | Demi-finalistes        | Nombre d'équipes |
| ------------ | ---------- | ------------- | ------------------------ | ------------ | ---------------------- | ------------------------ | ---------------------- | ---------------- |
| 2006 Détails | Bangladesh | Tadjikistan   | 4 – 0                    | Sri Lanka    | Kirghizistan et Népal  | Kirghizistan et Népal    | Kirghizistan et Népal  | 16               |
| Année        | Pays-hôte  | Finale        | Finale                   | Finale       | Match pour la 3e place | Match pour la 3e place   | Match pour la 3e place | Nombre d'équipes |
| Année        | Pays-hôte  | Vainqueur     | Score                    | Finaliste    | 3e place               | Score                    | 4e place               | Nombre d'équipes |
| 2008 Détails | Inde       | Inde          | 4 – 1                    | Tadjikistan  | Corée du Nord          | 4 – 0                    | Birmanie               | 8                |
| 2010 Détails | Sri Lanka  | Corée du Nord | 1 – 1 (a.p.) (tab 5 – 4) | Turkménistan | Tadjikistan            | 1 – 0                    | Birmanie               | 8                |
| 2012 Détails | Népal      | Corée du Nord | 2 – 1                    | Turkménistan | Philippines            | 4 – 3                    | Palestine              | 8                |
| 2014 Détails | Maldives   | Palestine     | 1 – 0                    | Philippines  | Maldives               | 1 – 1 (a.p.) (tab 8 – 7) | Afghanistan            | 8                |

### Meilleurs joueurs
| Année | Joueur            |
| ----- | ----------------- |
| 2006  | Ibrahim Rabimov   |
| 2008  | Baichung Bhutia   |
| 2010  | Ryang Yong-Gi     |
| 2012  | Pak Nam-Chol      |
| 2014  | Murad Ismail Said |

| Année | Joueur            | Buts |
| ----- | ----------------- | ---- |
| 2006  | Fahed Attal       | 8    |
| 2008  | Pak Song-chol     | 6    |
| 2010  | Ryang Yong-gi     | 4    |
| 2012  | Phil Younghusband | 6    |
| 2014  | Ashraf Nu'man     | 4    |

| Année | Sélectionneur  | Sélection     |
| ----- | -------------- | ------------- |
| 2006  | Sharif Nazarov | Tadjikistan   |
| 2008  | Bob Houghton   | Inde          |
| 2010  | Jo Tong-sop    | Corée du Nord |
| 2012  | Yun Jong-su    | Corée du Nord |
| 2014  | Jamal Mahmoud  | Palestine     |

## Classement par équipes
| Equipe        | Champion       | Finaliste      | Troisième              | Quatrième      |
| ------------- | -------------- | -------------- | ---------------------- | -------------- |
| Corée du Nord | 2 (2010, 2012) |                | 1 (2008)               |                |
| Tadjikistan   | 1 (2006)       | 1 (2008)       | 1 (2010)               |                |
| Palestine     | 1 (2014)       |                |                        | 1 (2012)       |
| Inde          | 1 (2008)       |                |                        |                |
| Turkménistan  |                | 2 (2010, 2012) |                        |                |
| Philippines   |                | 1 (2014)       | 1 (2012)               |                |
| Sri Lanka     |                | 1 (2006)       |                        |                |
| Kirghizistan  |                |                | 1 (2006 - demi-finale) |                |
| Népal         |                |                | 1 (2006 - demi-finale) |                |
| Maldives      |                |                | 1 (2014)               |                |
| Birmanie      |                |                |                        | 2 (2008, 2010) |
| Afghanistan   |                |                |                        | 1 (2014)       |

## Nations participantes
Légende
| C | Champion     | QF | Quarts de Finale          |
| F | Finaliste    | GR | Stade des Groupes         |
| 3 | Troisième    | x  | Exclu, forfait            |
| 4 | Quatrième    | ‡  | Inéligible cette année-là |
| D | Demi-finales |    |                           |

Il est précisé à chaque édition le nombre d'équipes participantes.
| Équipes                | 2006 (16 teams) | 2008 (8 teams) | 2010 (8 teams) | 2012 (8 teams) | 2014 (8 teams) | Participations |
| ---------------------- | --------------- | -------------- | -------------- | -------------- | -------------- | -------------- |
| Afghanistan            | GR              | GR             | ×              | •              | 4              | 3              |
| Bangladesh             | QF              | •              | GR             | •              | •              | 2              |
| Bhoutan                | GR              | •              | •              | •              | •              | 1              |
| Brunei                 | GR              | •              | •              | ×              | ×              | 1              |
| Cambodge               | GR              | •              | •              | •              | •              | 1              |
| Taipei chinois         | QF              | •              | •              | •              | •              | 1              |
| Guam                   | GR              | •              | •              | •              | •              | 1              |
| Inde                   | QF              | C              | GR             | GR             | •              | 4              |
| Kirghizistan           | D               | •              | GR             | •              | GR             | 3              |
| Laos                   | •               | ×              | •              | •              | GR             | 1              |
| Macao                  | GR              | •              | •              | •              | •              | 1              |
| Maldives               | ‡               | ‡              | •              | GR             | 3              | 2              |
| Mongolie               | •               | ×              | •              | •              | •              | 0              |
| Birmanie               | ‡               | 4              | 4              | •              | GS             | 3              |
| Népal                  | D               | GR             | •              | GR             | •              | 3              |
| Corée du Nord          | ‡               | 3              | C              | C              | ‡              | 3              |
| Îles Mariannes du Nord | ‡               | ‡              | ‡              | ‡              | •              | 0              |
| Pakistan               | GR              | •              | •              | •              | •              | 1              |
| Palestine              | QF              | ×              | •              | 4              | C              | 3              |
| Philippines            | GR              | •              | •              | 3              | F              | 3              |
| Sri Lanka              | F               | GR             | GR             | •              | •              | 3              |
| Tadjikistan            | C               | F              | 3              | GR             | •              | 4              |
| Timor oriental         | ×               | ×              | ×              | ×              | ×              | 0              |
| Turkménistan           | ‡               | GR             | F              | F              | GR             | 4              |

### Statistiques générales
| Equipe         | Joués | G  | N | P | BP | BC | Diff. | Pts. |
| -------------- | ----- | -- | - | - | -- | -- | ----- | ---- |
| Corée du Nord  | 15    | 12 | 2 | 1 | 35 | 4  | +31   | 38   |
| Tadjikistan    | 19    | 11 | 2 | 6 | 36 | 16 | +20   | 34   |
| Turkménistan   | 16    | 8  | 4 | 4 | 27 | 14 | +13   | 28   |
| Palestine      | 14    | 8  | 3 | 3 | 29 | 8  | +21   | 27   |
| Philippines    | 13    | 6  | 3 | 4 | 18 | 14 | +4    | 21   |
| Inde           | 15    | 5  | 3 | 7 | 13 | 21 | −8    | 18   |
| Kirghizistan   | 11    | 5  | 0 | 6 | 7  | 12 | −5    | 15   |
| Birmanie       | 13    | 5  | 0 | 8 | 15 | 22 | −7    | 15   |
| Sri Lanka      | 12    | 4  | 2 | 6 | 12 | 22 | −10   | 14   |
| Népal          | 11    | 3  | 2 | 6 | 11 | 14 | −3    | 11   |
| Bangladesh     | 7     | 3  | 1 | 3 | 10 | 13 | −3    | 10   |
| Maldives       | 8     | 2  | 2 | 4 | 9  | 12 | −3    | 8    |
| Afghanistan    | 11    | 1  | 5 | 5 | 7  | 19 | −12   | 8    |
| Taipei chinois | 4     | 1  | 2 | 1 | 3  | 5  | −2    | 5    |
| Brunei         | 3     | 1  | 1 | 1 | 2  | 2  | 0     | 4    |
| Pakistan       | 3     | 1  | 1 | 1 | 3  | 4  | −1    | 4    |
| Cambodge       | 3     | 1  | 0 | 2 | 4  | 6  | −2    | 3    |
| Bhoutan        | 3     | 0  | 1 | 2 | 0  | 3  | −3    | 1    |
| Macao          | 3     | 0  | 1 | 2 | 2  | 8  | −6    | 1    |
| Laos           | 3     | 0  | 1 | 2 | 1  | 7  | −6    | 1    |
| Guam           | 3     | 0  | 0 | 3 | 0  | 17 | −17   | 0    |